# Juliusz Sworakowski
Juliusz Sworakowski (ur. 1943 we Lwowie) – profesor zwyczajny Politechniki Wrocławskiej, specjalista w zakresie fizykochemii kryształów molekularnych. Naczelny redaktor czasopisma "Materials Science-Poland". Inicjator i organizator konferencji międzynarodowych serii ERPOS (Electrical and Related Properties of Organic Solids).
Ukończył w 1964 Politechnikę Wrocławską. Doktorat uzyskał w 1969, a habilitacją w 1974 na Wydziale Chemii Politechniki Wrocławskiej. Autor ponad 160 publikacji naukowych z zakresu m.in. właściwości elektrycznych organicznych ciał stałych (zwłaszcza dotyczących roli stanów pułapkowych) i efektu fotochromowego.

## Publikacje
- J. Sworakowski, On origin of trapping centres in organic molecular crystals, Mol. Cryst. Liq. Cryst. 11(1), 1 (1970)
- J. Sworakowski, Space-charge-limited currents in solids with nonuniform spatial trap distribution, J. Appl. Phys. 41(1), 292 (1970)